# Phigaliohybernia fulvinfula
Phigaliohybernia fulvinfula là một loài bướm đêm trong họ Geometridae.